# 伊万诺沃
57°01′N 40°59′E / 57.017°N 40.983°E

伊萬諾沃旗幟

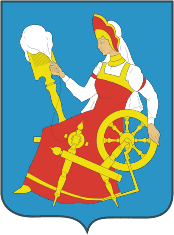
伊萬諾沃徽章

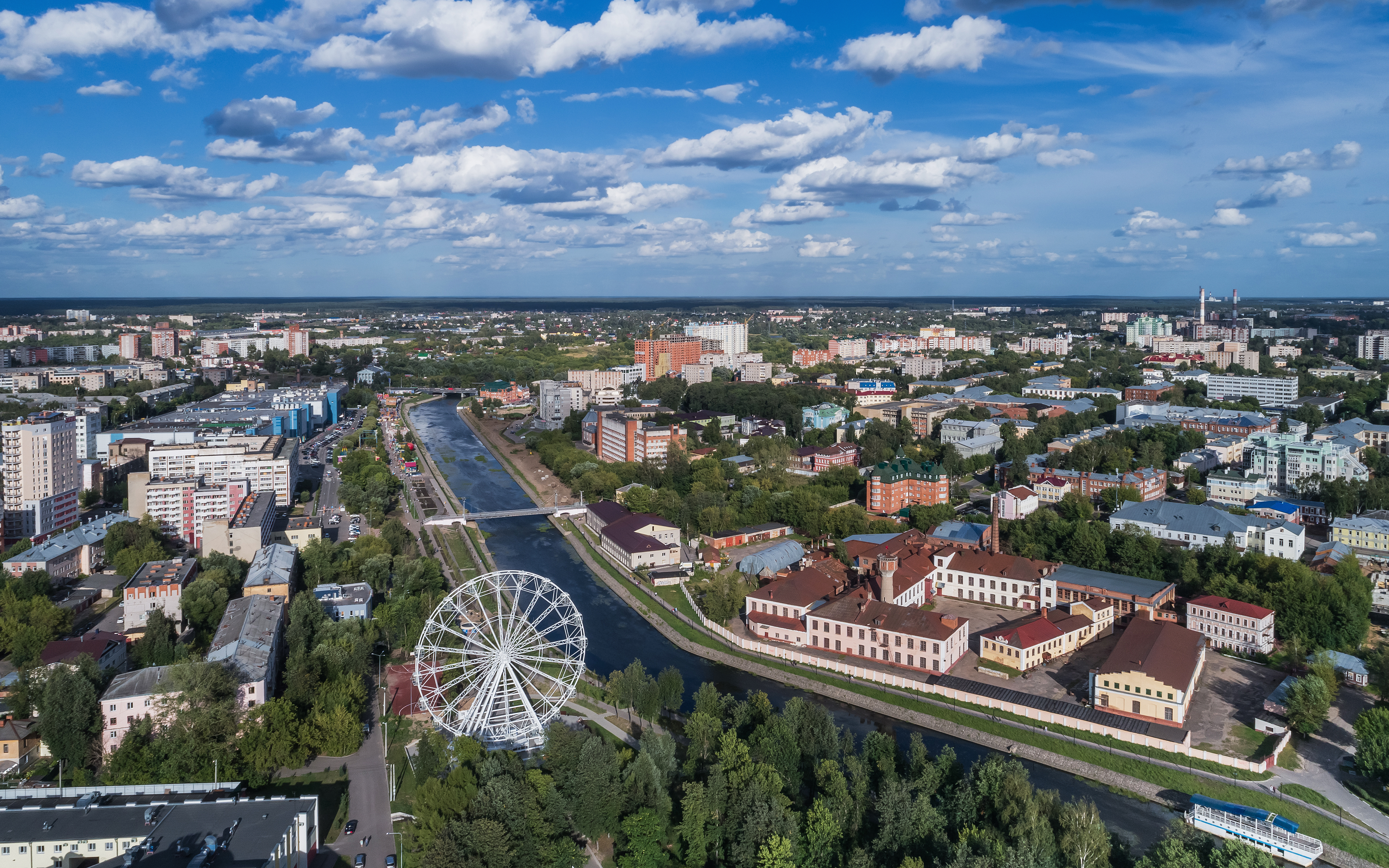
航拍伊万诺沃城市面貌（2018年）

伊万诺沃（羅馬化：Ivanovo）位于俄罗斯西部，是伊万诺沃州的首府，前稱伊萬諾沃-沃茲涅先斯克（Иваново-Вознесенск），2022年人口431,721。
伊万诺沃历史上被认为是俄罗斯纺织中心，由于纺织工人多为女性，因此伊万诺沃也被称作“新娘城市（City of Brides）”。20世紀初職工的生活條件惡劣，罷工頻繁。其中一次的罷工，導致了第一次俄國革命 。
1905年在伊万诺沃建立，由尼古拉·波德沃伊斯基等人领导的工人代表苏维埃和聖彼得堡市蘇維埃同为世界上最早的苏维埃议会之一。

## 友好城市
- 德国 下萨克森 汉诺威
- 俄羅斯 鞑靼斯坦共和国 喀山
- 波蘭 罗兹省 罗兹
- 美国 得克萨斯州 普莱诺
- 保加利亚 普羅夫迪夫州 普罗夫迪夫
- 英国 斯塔福德郡

## 名人
- 纳塔莉·萨罗特：律师、作家

## 延伸閱讀
- Mah, Alice. Industrial Ruination, Community, and Place: Landscapes and Legacies of Urban Decline (University of Toronto Press; 2012) 240 pages; comparative study of urban and industrial decline in Niagara Falls (Canada and the United States), Newcastle upon Tyne, Britain, and Ivanovo, Russia.